# Janez Janša

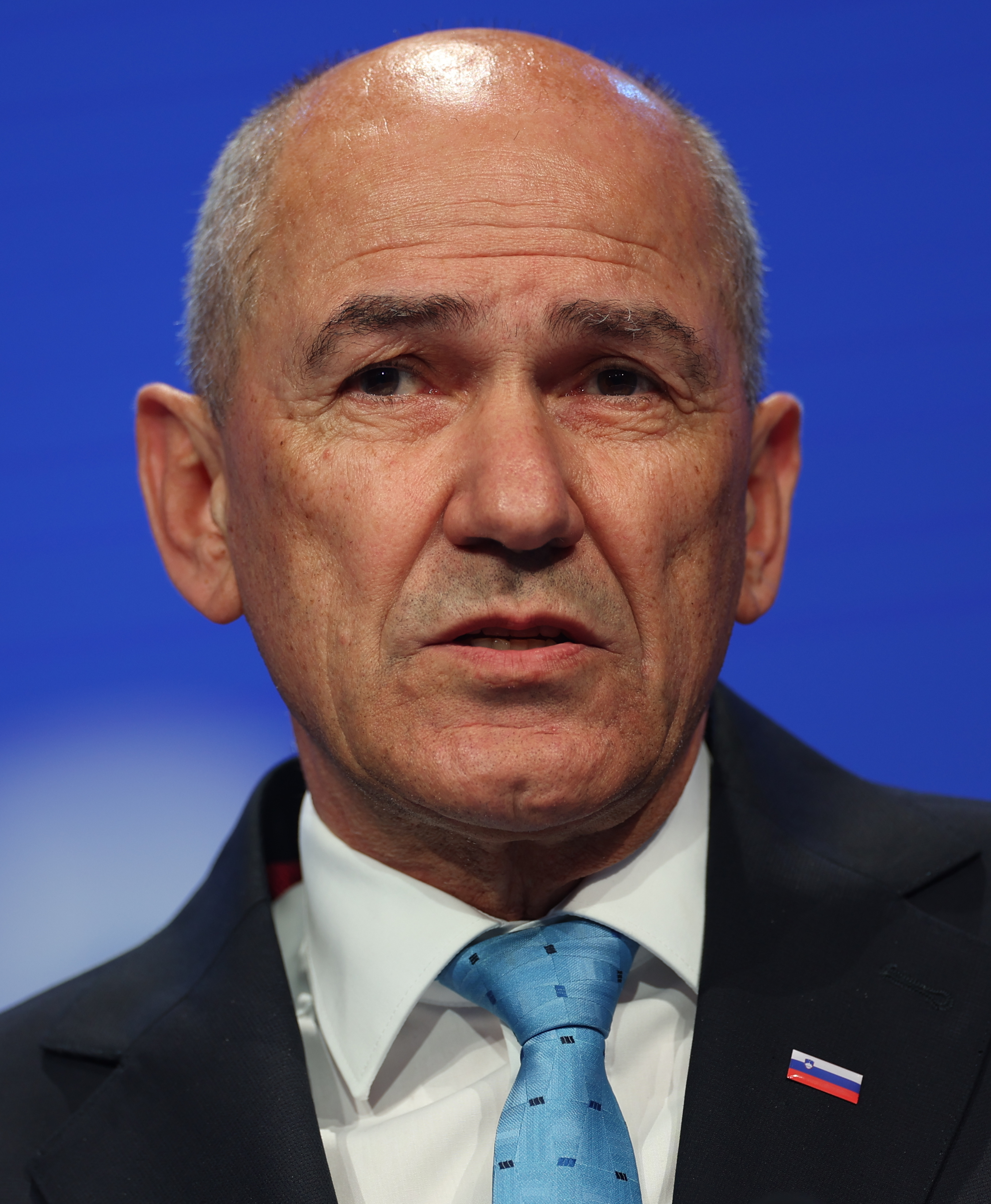
Janez Janša (2025)

Ivan Janez Janša [ˈjaːnɛz ˈjaˑnʃɐ] (* 17. September 1958 in Ljubljana) ist ein slowenischer Politiker und seit 1993 Vorsitzender der Slowenischen Demokratischen Partei (SDS). Er war von Dezember 2004 bis November 2008, von Februar 2012 bis März 2013 und von März 2020 bis Mai 2022 Ministerpräsident Sloweniens.

## Politische Karriere
In den 1980er Jahren war Janša aktiv in der kommunistischen Jugendorganisation Sloweniens ZSMS und veröffentlichte regimekritische Artikel in deren Zeitschrift Mladina. Diese Aktivitäten kulminierten 1988 im Laibacher Prozess gegen Janša, den Wehroffizier Borštner und die beiden Journalisten Tasić und Zavrl. Am Ende dieses Prozesses wurde Janez Janša zu 18 Monaten Haft verurteilt.
Janša war 1989 an der Gründung der ersten namhaften slowenischen Oppositionspartei, der Slowenischen Demokratischen Union (SDZ), beteiligt und danach stellvertretender Vorsitzender dieser Partei. Nach dem Wahlsieg der Wahlplattform DEMOS bei den ersten freien Wahlen 1990 wurde Janša Verteidigungsminister und war in dieser Funktion Befehlshaber der slowenischen Armee während des Slowenischen Unabhängigkeitskrieges 1991. Nachdem die Koalition DEMOS zerfallen war (1992), blieb Janša Verteidigungsminister und schloss sich 1992 der Sozialdemokratischen Partei Sloweniens (SDS) Jože Pučniks an. Er musste 1994 wegen der Depala-vas-Affäre, in der er seine Ministerialbefugnisse missbraucht haben soll, zurücktreten.
Im Jahr 1993 wurde er Parteivorsitzender der SDS, die sich 2003 in Slowenische Demokratische Partei umbenannte und dabei auch ihre Ausrichtung hin zu liberal-konservativen, marktwirtschaftlichen und prowestlichen Standpunkten änderte.
Am 3. Oktober 2004 erlangte er mit seiner Partei bei den slowenischen Parlamentswahlen ca. 30 % der Stimmen und bildete so die stärkste Kraft im slowenischen Parlament. Janša wurde Ministerpräsident. Das Kabinett Janša I stützte sich auf die konservativen Parteien SDS, SLS und NSi sowie die Pensionistenpartei DeSUS. Bei den darauffolgenden Wahlen am 21. September 2008 verlor die Regierungskoalition jedoch die Parlamentsmehrheit an das von den Sozialdemokraten geführte Bündnis.
Bei der vorgezogenen Parlamentswahl im Dezember 2011 wurde die SDS zweitstärkste politische Kraft nach der neu gegründeten Partei Pozitivna Slovenija. Janša gelang die Bildung einer Mitte-rechts-Koalition mit vier kleineren Parteien (Kabinett Janša II); er wurde am 28. Januar 2012 als Nachfolger Borut Pahors zum neuen Ministerpräsidenten Sloweniens gewählt. Ein Jahr später verlor er das Amt nach Korruptionsvorwürfen (Patria-Affäre).
Bei der Parlamentswahl 2018 wurde die SDS stärkste Partei. Janša fand aber nicht genug Koalitionspartner. Nachdem Ministerpräsident Marjan Šarec im Januar 2020 zurücktrat und eine Neuwahl anstrebte, gelang es Janša, eine Koalition aus vier Parteien zu bilden (SDS, SMC, NSi und DeSUS; Kabinett Janša III). Am 13. März 2020 wurde er zum dritten Mal Ministerpräsident.
Im Februar 2021 überstand er als Premierminister ein Misstrauensvotum der „Koalition des Verfassungsbogens“, einem Bündnis von Oppositionsparteien. In der Debatte vor der geheimen Abstimmung warfen dessen Vertreter Janša u. a. vor, die Verfassung zu missachten, zunehmend autoritär zu regieren und Slowenien weg von der Europäischen Union zu führen. Zudem habe seine Regierung gravierende Fehler im Umgang mit der Corona-Pandemie begangen.
Im Zuge des Krieges in der Ukraine reiste Janša am 15. März 2022 zusammen mit seinen Amtskollegen Mateusz Morawiecki und Jarosław Kaczyński (Vize-Ministerpräsident) aus Polen und Petr Fiala aus Tschechien als erste westliche Politiker in die belagerte Hauptstadt Kiew, um die Unterstützung der EU für die Freiheit der Ukraine zum Ausdruck zu bringen.

## Positionen
Janša zweifelte wiederholt an, dass die gegenwärtige globale Erwärmung menschengemacht sei. Er plädiert außerdem für das Recht slowenischer Bürger, Schusswaffen tragen zu dürfen.
Janša betrachtet den „kulturellen Marxismus“ als eine zentrale Bedrohung für die Europäische Union.
Bereits vor dem Ende der Auszählung der Stimmen bei der Präsidentschaftswahl in den Vereinigten Staaten 2020 gratulierte Janša Amtsinhaber Donald Trump zum Wahlsieg. Auf Twitter schrieb er auf Englisch: „More delays and facts denying from #MSM, bigger the final triumph for #POTUS.“

## Kritik

### Korruptionsvorwürfe
Wegen seiner möglichen Verwicklung in eine Schmiergeldaffäre rund um die während seiner Amtszeit als Ministerpräsident getätigte Beschaffung von 135 Radpanzern des Typs Patria AMV für die slowenische Armee musste Janša sich seit August 2011 vor Gericht verantworten. In drei EU-Staaten wurde gegen ihn im Zusammenhang mit der Patria-Affäre ermittelt.
Angesichts von Korruptionsermittlungen verlor Janša 2013 die Mehrheit im Parlament. Seine Regierungskoalition zerbrach; zuletzt kontrollierten die Regierungsparteien nur noch 30 von 90 Parlamentssitzen. Am 27. Februar 2013 sprach das slowenische Parlament Janša das Misstrauen aus. Es wählte Alenka Bratušek zur neuen Ministerpräsidentin. Bis zur Bildung einer neuen Regierung durch Bratušek (Kabinett Bratušek) blieb die bisherige Regierung kommissarisch im Amt.
Am 5. Juni 2013 wurde Janša von einem Gericht in Ljubljana zu zwei Jahren Haft verurteilt. Er legte beim Obersten Gerichtshof Berufung gegen das Urteil ein. Dieser bestätigte das Urteil am 28. April 2014. Am 20. Juni 2014 trat er seine Haftstrafe an. Danach konnte er nicht am Wahlkampf zur Parlamentswahl in Slowenien am 13. Juli 2014 teilnehmen. Das Verfassungsgericht nahm sich der Sache an und setzte am 12. Dezember 2014 Janšas Haft bis zu seiner Entscheidung aus. Im April 2015 entschied es, dass der Prozess zu wiederholen sei. Allen Angeklagten seien Rechte verwehrt worden, da die Beweisführung in den unteren Instanzen unvollständig gewesen sei. Janša sei zudem wegen Befangenheit von einem der Richter am obersten Gerichtshof ein fairer Prozess verwehrt worden. 2015 lief die Verjährungsfrist der Vorwürfe ab.

### Verhältnis zur slowenischen Identitären Bewegung
Janša teilte auf Twitter mehrere Beiträge der Identitären Bewegung Sloweniens Generacija identitete, darunter 2019 auch deren Unterstützungserklärung für den österreichischen Identitärenchef Martin Sellner, der wegen einer mutmaßlichen Spende des rechtsextremen Terroristen von Christchurch unter Beschuss stand. Darüber hinaus gab es mehrmals gemeinsame öffentliche Auftritte von SDS-Politikern und Identitären.

### Beschneidung der Pressefreiheit
Nach seinem Amtsantritt begann Janša, ihm unliebsame Journalisten im öffentlichen Rundfunk gegen regierungsfreundliche auszutauschen. Gleichzeitig förderte er regierungsfreundliche Privatsender. Viktor Orbán nahestehende Geschäftsleute unterstützen diese privaten Medien mit Geld und Know-how. In Tweets griff er 2020 mehrfach kritische Journalisten aus dem In- und Ausland an. 2020 hatte die ARD über die Medienpolitik seiner Regierung und mögliche Einschränkungen der Pressefreiheit in Slowenien berichtet, woraufhin Janša die Berichterstattung des ARD-Korrespondenten Nikolaus Neumaier mit der der antisemitischen NS-Wochenzeitung „Der Stürmer“ verglich. Janšas Regierungssprecher Uroš Urbanija wies 2020 die Beschwerden von Journalisten des öffentlich-rechtlichen Rundfunks zurück, sie würden beschnitten und erklärte dagegen, dass 90 Prozent der slowenischen Medien „links und gegen die Regierung“ seien.
Ein Analyst des liberalen US-Thinktank Freedom House bezeichnete Janez Janšas Umgang 2021 mit den öffentlichen Medien in seinem Land als „boshaft“. Reporter ohne Grenzen war nach der Übernahme der EU-Ratspräsidentschaft durch Slowenien besorgt, dass die slowenische Regierung das Amt missbrauchen könnte, „um Bemühungen zur Stärkung der Medienfreiheit in Europa zu behindern“.

## Privatleben
Janša hat einen Sohn und eine Tochter mit seiner früheren Lebensgefährtin Silva Predalič. Seit Juli 2009 ist er mit der 1978 geborenen Ärztin Urška Bačovnik Janša verheiratet, mit der er seit Herbst 2006 liiert war. Im August 2011 wurde ein gemeinsamer Sohn geboren. Janez Janša wird eine Freundschaft mit Viktor Orbán nachgesagt.